# Reggio Emilia (provins)
Det här är en artikel om den italienska provinsen Reggio Emilia. För fler artiklar med samma namn, se Reggio Emilia.
Reggio Emilia är en provins i regionen Emilia-Romagna i Italien. Reggio nell'Emilia är huvudort i provinsen (regionhuvudstad är Bologna). Provinsen bildades när Kungariket Sardinien 1859 annekterad området från Kyrkostaten.

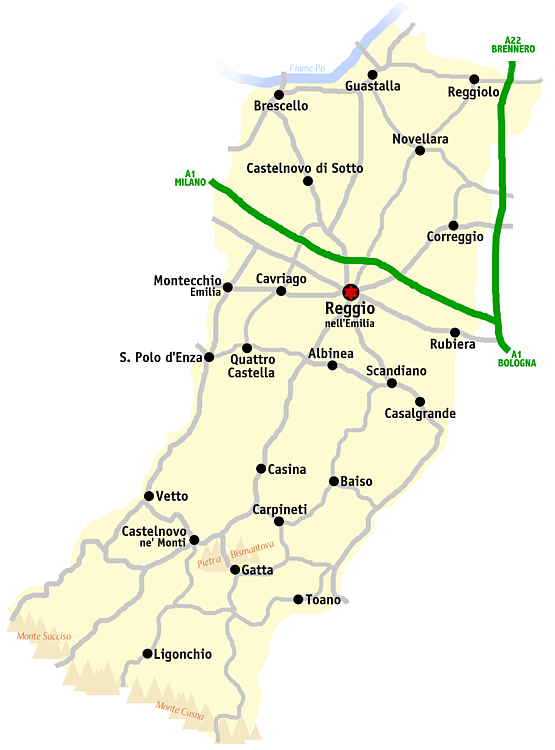
Karta över provinsen

## Administration
Provinsen Reggio Emilia är indelad i 42 comuni (kommuner). Alla kommuner finns i lista över kommuner i provinsen Reggio Emilia.
Kommunen Ventasso bildades den 1 januari 2016 genom en sammanslagning av de tidigare kommunerna Busana, Collagna, Ligonchio och Ramiseto.